# Pellorneum buettikoferi
A Pellorneum buettikoferi a madarak osztályának verébalakúak (Passeriformes) rendjébe és a Pellorneidae családjába tartozó faj.

## Rendszerezése
A fajt Adolphe Vorderman írta le 1892-ben, a Trichostoma nembe Trichostoma büttikoferi néven. Besorolása vitatott, egyes szervezetek, még mindig ebbe a nembe sorolják Trichastoma buettikoferi néven. Alfajként a  Pellorneum tickelli buettikoferi nevet is használták.

## Előfordulása
Délkelet-Ázsiában, az Indonéziához tartozó Szumátra szigetén honos. A természetes élőhelye a szubtrópusi vagy trópusi síkvidéki és hegyi esőerdők. Állandó, nem vonuló faj.

## Megjelenése
Testhossza 15 centiméter.

## Életmódja
Rovarokkal táplálkozik.